# بلاس دي أوتيرو
بلاس دي أوتيرو مونيوس (بالإسبانية: Blas de Otero)‏ يعد واحداّ من أهم ممثلي الشعر الإجتماعيفي الخمسينيات في إسبانيا. وُلد في بلباو في 15 مارس عام 1916، وتُوفي في ماجاداهوندا في مدريدعام 29 يونيو عام 1979.

## حياته

### طفولته منبلباوإليمدريد: (1916 :1933)
ولد بلاس دي أوتيرو 15مارس عام 1916 في بلباو. التحق بمدرسة خوانا ويتني والدة ماريا دي مايستو عند بلوغه سن السابعة. بينما كانت دراسته الإعدادية والثانوية في إحدي مدارس اليسوعين.

صورة معبرة عن اليسوعيين.

كان بيته بالنسبة له بمثابة ملجأ ومستودع للسلام، وعالمه الصغير المشحون بأساطير من الهدوء والألعاب، حيث كان يعيش فيه مع والديه وأخيه ومعلمته الاّنسة إليزابيث. وعلى النقيض، فإن المدرسة كانت بالنسبة له جحيماً ثائراً.
بعد سنوات عدة، عانت الأسرة من الإفلاس وقرروا الانتقال إلي مدريد بهدف تحسين وضعهم، وهناك اكتشف الطفل هويته الخاصة، وشرع في الكتابة في هذه البيئة.
عندما بلغ سن الثالثة عشر، توفي أخيه الذي كان يكبره بثلاثة أعوام، وبعد ذلك بثلاثة أعوام توفي والده.ونتيجة لذلك اندثرت طبيعة شخصيته المرحه وأصبح منطو ومتشائم، وبدأ هاجس الموت يطارده في هذه السن. شرع في دراسة الليسانس في الحقوق عام 1931، وبعد ذلك بقليل كان عليه أن يترك الدراسة لكي يعود إلي بلباو مع عائلته، حيث أصبح وضعهم المادي أكثر خطورة بعد رحيل والده، وقد فرض عليهم هذا الانتقال إلي المدينة التي ولد بها.